# Elof Hagberth
Nils Elof Hagberth (i riksdagen kallad Hagberth i Klinta gård), född 10 maj 1885 i Hjärsås, död 16 maj 1965 i Klinta, svensk riksdagsman, domänintendent samt kapten i reserven. 
Hagberth var ledamot av första kammaren 1937 och 1938 för Malmöhus läns valkrets för Högerpartiet. Han var domänintendent för Malmöhus län från 1938.
Hagberth gifte sig i mars 1911 med Ruth Ingeborg Jacobsson (1888 Svedala - 1963 Klinta). Paret bodde från 1911 på Klinta gård i Bosjöklosters socken, Frosta härad. De fick fyra barn.